# William Hammond Wright
William Hammond Wright (São Francisco (Califórnia), 4 de novembro de 1871 — São José (Califórnia), 16 de maio de 1959) foi um astrônomo estadunidense.
Foi diretor do Observatório Lick, de 1935 a 1942.

## Prémios e honrarias
- 1928 - Medalha Henry Draper[1]
- 1928 - Medalha Janssen
- 1938 - Medalha de Ouro da Royal Astronomical Society[2]